# Trémorel
 Trémorel  (en bretón Tremorae) es una población y comuna francesa, situada en la región de Bretaña, departamento de Côtes-d'Armor, en el distrito de Dinan y cantón de Merdrignac.

## Demografía
| 1235 | 1202 | 1123 | 971 | 954 | 915 |
| Para los censos de 1962 a 1999 la población legal corresponde a la población sin duplicidades (Fuente: INSEE [Consultar]) |      |      |     |     |     |